# Кубок Аргентини з футболу 2023
Кубок Аргентини з футболу 2023 — 13-й розіграш кубкового футбольного турніру у Аргентині. Титул володаря кубка вперше здобув Естудьянтес (Ла-Плата).

## Календар
| Раунд       | Дата                        | Матчі | Клуби   |
| ----------- | --------------------------- | ----- | ------- |
| 1/32 фіналу | 25 січня - 27 червня 2023   | 32    | 64 → 32 |
| 1/16 фіналу | 19 липня - 16 серпня 2023   | 16    | 32 → 16 |
| 1/8 фіналу  | 23 серпня - 10 вересня 2023 | 8     | 16 → 8  |
| 1/4 фіналу  | 10-16 жовтня 2023           | 4     | 8 → 4   |
| 1/2 фіналу  | 23-24 листопада 2023        | 2     | 4 → 2   |
| Фінал       | 14 грудня 2023              | 1     | 2 → 1   |

## 1/16 фіналу
| Команда 1                  | Рахунок      | Команда 2                                |
| -------------------------- | ------------ | ---------------------------------------- |
| 20 липня 2023              |              |                                          |
| Дефенса і Хустісія         | 1:0          | Сентро Еспаньйол (5)                     |
| Расінг (Авельянеда)        | 2:1          | Сан-Мартін (Тукуман) (2)                 |
| Вілла Мітре (3)            | 0:0 пен. 4:2 | Годой-Крус                               |
| Сан-Мартін (Сан-Хуан) (2)  | 2:2 пен. 5:4 | Велес Сарсфілд                           |
| 21 липня 2023              |              |                                          |
| Рівер Плейт                | 0:1          | Тальєрес (Кордова)                       |
| Барракас Сентраль          | 1:2          | Бока Хуніорс                             |
| 25 липня 2023              |              |                                          |
| Олл Бойз (2)               | 0:1          | Естудьянтес (Ла-Плата)                   |
| 26 липня 2023              |              |                                          |
| Патронато (2)              | 1:2          | Архентінос Хуніорс                       |
| 27 липня 2023              |              |                                          |
| Екскурсіоністас (4)        | 1:4          | Альмагро (2)                             |
| Сан-Лоренсо де Альмагро    | 0:0 пен. 4:3 | Платенсе                                 |
| 3 серпня 2023              |              |                                          |
| Чако Фор Евер (2)          | 1:0          | Росаріо Сентраль                         |
| Банфілд                    | 0:1          | Естудьянтес (Ріо-Кварто) (2)             |
| 3 серпня 2023              |              |                                          |
| Бельграно                  | 1:0          | Клайполе (4)                             |
| 9 серпня 2023              |              |                                          |
| Інституто                  | 0:2          | Уракан                                   |
| 15 серпня 2023             |              |                                          |
| Колон                      | 2:0          | Ланус                                    |
| 16 серпня 2023             |              |                                          |
| Індепендьєнте (Авельянеда) | 0:0 пен. 7:6 | Сентраль Кордова де Сантьяго-дель-Естеро |

## 1/8 фіналу
| Команда 1                    | Рахунок      | Команда 2                 |
| ---------------------------- | ------------ | ------------------------- |
| 23 серпня 2023               |              |                           |
| Вілла Мітре (3)              | 0:0 пен. 3:4 | Чако Фор Евер (2)         |
| 30 серпня 2023               |              |                           |
| Тальєрес (Кордова)           | 2:2 пен. 3:1 | Колон                     |
| Архентінос Хуніорс           | 0:1          | Сан-Мартін (Сан-Хуан) (2) |
| 31 серпня 2023               |              |                           |
| Сан-Лоренсо де Альмагро      | 1:0          | Бельграно                 |
| 7 вересня 2023               |              |                           |
| Естудьянтес (Ріо-Кварто) (2) | 0:0 пен. 5:6 | Дефенса і Хустісія        |
| 9 вересня 2023               |              |                           |
| Індепендьєнте (Авельянеда)   | 1:1 пен. 1:3 | Естудьянтес (Ла-Плата)    |
| 10 вересня 2023              |              |                           |
| Расінг (Авельянеда)          | 3:5          | Уракан                    |
| Альмагро (2)                 | 2:2 пен. 3:4 | Бока Хуніорс              |

## 1/4 фіналу
| Команда 1               | Рахунок      | Команда 2                 |
| ----------------------- | ------------ | ------------------------- |
| 10 жовтня 2023          |              |                           |
| Сан-Лоренсо де Альмагро | 1:0          | Сан-Мартін (Сан-Хуан) (2) |
| 12 жовтня 2023          |              |                           |
| Чако Фор Евер (2)       | 1:1 пен. 6:7 | Дефенса і Хустісія        |
| 13 жовтня 2023          |              |                           |
| Уракан                  | 0:2          | Естудьянтес (Ла-Плата)    |
| 16 жовтня 2023          |              |                           |
| Тальєрес (Кордова)      | 1:1 пен. 1:4 | Бока Хуніорс              |

## 1/2 фіналу
| Команда 1          | Рахунок | Команда 2               |
| ------------------ | ------- | ----------------------- |
| 23 листопада 2023  |         |                         |
| Бока Хуніорс       | 2:3     | Естудьянтес (Ла-Плата)  |
| 24 листопада 2023  |         |                         |
| Дефенса і Хустісія | 1:0     | Сан-Лоренсо де Альмагро |

## Фінал
| 14 грудня 2023 2:10 (EEST) |

| Естудьянтес (Ла-Плата) | 1:0      | Дефенса і Хустісія |
| ---------------------- | -------- | ------------------ |
| Каррільйо 53'          | Протокол |                    |

| Сьюдад-де-Ланус – Нестор Діас Перес, Ланус Арбітр: Ніколас Рамірес |